# リョウ・サカザキ
リョウ・サカザキ（Ryo Sakazaki、坂崎 亮）は、SNK（SNKプレイモア）の対戦型格闘ゲーム『龍虎の拳』シリーズや『ザ・キング・オブ・ファイターズ』シリーズなどに登場する架空の人物。

## 概要
『龍虎の拳』および『龍虎の拳2』の主人公。『ART OF FIGHTING 龍虎の拳 外伝』では、主役の座はロバート・ガルシアに譲っている。
『ザ・キング・オブ・ファイターズ』シリーズにも全作に登場している。他にも同社の格闘ゲームなどの作品に多数登場している。
モデルは俳優のパトリック・スウェイジ。
漢字で「坂崎亮」と書かれる場合があり、『武力 〜BURIKI ONE〜』のキャラクターQ＆Aのコーナーでは、『武力』作中における大会本部からの回答として「坂崎選手の日本名は確かに『亮』とのことです」とコメントされていた。同ゲーム内でも「亮」と入った道着を身に着けている。

## キャラクター設定
リョウ・サカザキは日本で生まれ、8歳の時にアメリカへ渡る。ストリートファイトが横行している田舎町で育ち、両親と妹の四人家族で暮らしていた。父であるタクマ・サカザキは極限流空手という武術の創始者であり、リョウも幼い頃よりタクマから武術を教え込まれていたのだが、少し気弱で優しい性格の彼は人を傷つける極限流空手を何よりも嫌っていた。
リョウが10歳の誕生日を迎えた日、サウスタウンに出掛けていた両親が事故に遭う。母ロネットは即死、タクマも瀕死の重傷を負った。事故には不審な点が多く、リョウは武道家としての父を逆恨みする者の仕業であると確信していたが、幼い彼には成すすべも無く非力な自分を憎んだ。タクマは退院後、ロネットの仇を捜すために街をさ迷い歩くようになり、その内リョウが寝ている間に一枚の書き置きを残して失踪した。その時リョウには自分と同じように取り残された妹のユリがおり、ユリを養うために幼いリョウは死に物狂いで働き続ける。しかし所詮子供のリョウではどれだけ働いてもユリに満足な環境を与えてやることはできなかった。妹にだけは不自由な思いをさせたくない一心から多額のファイトマネーを目当てにストリートファイトへの挑戦を決意する。その時からリョウは心優しき少年から1人の闘神へと身を転じ、闘いの日々を送り続けた。幾度も打ちのめされ己の無力さを呪う夜が繰り返され、しかし決して信念を曲げることなく闘い続け、様々な修羅場をくぐったリョウはいつからか優しき心と修羅の拳を持つ「無敵の龍」と称されるほどの格闘家に成長した。
現在のタクマはサウスタウンで暮らしており、そこで極限流道場を開設し日々門下生の指導に当たっている。リョウも現在は道場の師範代として経営を手伝い、タクマの創設した極限流空手を世界規模で広めることを当面の目標としている。
「虎煌拳」という技を使うのは、同門のロバート・ガルシア（「最強の虎」と呼ばれ龍撃拳という技を使う）と共に幼い頃タクマからお互いを讃え合う意味で授けられたとのこと。タクマ自身もライバルのリー・ガクスウ（リー・パイロンの師匠）への敬意を以って「虎煌拳」を使用していたことに由来するとされている。

### 人物
性格は大雑把で細かいことは気にしない。普段は口数が多い方ではなくどちらかと言えば物静かだが、人当たりは良く面倒見も良い。我慢強く地道な努力を苦痛と思わない性質。ユリからは不器用で損な性格と思われている。
幼少時は格闘技に対して反発心を抱いていたが、自分の意思がどうであれ、力が無ければ大切な者は守れないことを嫌というほど思い知らされ、自分の中で確立した理由があれば仕方ないと考えている。しかしその経験を通じて「武術は人を守ることもできる、己を心身ともに強くすることもできる」と思うようにもなった。そのため、理由のない戦いはしない主義である（『龍虎の拳外伝』において、不破刃のエンディングでのやりとりからもそれは察することができる）。
バイクを所持しており、『龍虎の拳』では下駄を履いてこれに乗るシーンが存在する。元々は廃棄され捨てられていたバイクで、リョウが少年の頃に仕事帰りに打ち捨てられていたのを見掛け、後日直してみたいと思い立ったリョウはバイクを自宅に持ち帰り、自分でレストアした。それ以来、愛着が湧き、宝物としている。
『龍虎の拳2』では仲の良い牧場主から馬を貰っており、後に「タツマキ」という名がついた。最初は馬の気性が荒く気が合わなかったが、今では話ができるほどに仲が良い。よく牧場で遠乗りしている。静かな場所を好むリョウは、昔から修行の場として街外れの民営牧場がある山の方に足を運んでいた。そこで牧場の仕事も手伝ったりしている内に牧場主と懇意になった。『龍虎の拳2』におけるリョウのステージはこの牧場である。
趣味の日曜大工は家具などの生活密着型の作品を手がけることが多い。出来具合は家族からも好評なようでサカザキ家でも使っている。家庭菜園は野菜や果物が主で、花や観葉植物なども栽培している。音楽に付いてはよく分からないが、ライブのチケットが余ってしまったロバートに対して自分と一緒に行こうと誘っていることから嫌いではないようである。また、ユリから誘われて無理矢理カラオケへ連れて行かれることもある（延々とユリの歌を聴かせられる）。少年時代の家庭環境のためか家事はそれなりに一通りこなせ、道着なども自分で修繕している。
得意スポーツは相撲。子供の頃は近所の友人たちと一緒にやっていたのだが、その中では負け知らずだった。
苦手な食べ物は漬物全般とユリの作る甘口カレー。カレー自体は好きなのだが、ユリの作るカレーは極端に甘いため苦手。しかしユリが甘口を好むようになった発端はリョウである。幼い頃リョウが食事にカレーを作った時、ユリが辛いから食べられないというので、ユリのカレーを甘くしたのが始まり。それ以来ユリは甘口を好むようになり、自分で作る際にはリョウの分まで勝手に激甘で作るようになった。リョウが何度頼んでもユリが味を変えてくれないので渋々食べている。
ユリが格闘技をしていることをあまり快しとはしていない。ユリは最初リョウに極限流空手の師事を請うたものの、辛い思いを味わわせたくはない、危険な目に遭わせたくないという思いからリョウは大反対した。その後、ユリはリョウに内緒でタクマから極限流空手を習い、後日そのことを知ったリョウはその努力の跡からユリの強い意志を感じ取り納得はしたものの、大会に出場するなどの危険なことはしないで欲しいと願っているが、ユリの実力そのものは認めている。ロバートからは「過保護すぎる」と指摘されることもあるが、当の本人にその自覚はない。ただし、ユリの方にも問題が無いわけではなく、才能があるとはいえ格闘家としての期間が決して長くはないにも拘らず、自らの実力を過信して、相手との力の差を考えずに挑んでしまったり返り討ちに遭い負傷してしまう無謀さや危うさを見せるため、リョウの心配が行き過ぎているとも言えない。
ユリとロバートの仲については容認しており、『龍虎の拳外伝』ではリョウのエンディングで、ユリの想いに迷いが生じていたのを感じ取り、妹の背中をそっと押すように励ますやりとりがある。

### 『龍虎の拳』シリーズの設定
『龍虎の拳』では、穏やかな日常を送っていたリョウとユリの兄妹に突如として事件が起こる。リョウの留守中にアパートが襲撃されユリが何者かにさらわれてしまった。激しい怒りに燃えるリョウはユリを救出すべく、親友のロバート・ガルシアと共にサウスタウンへ乗り込む。始めは父の知人である藤堂竜白のもとを訪ね、そこから得られたわずかな情報を手掛かりに捜索を続ける。最終的に行き着いた空手道場で天狗の仮面を被った謎の格闘家と死闘を繰り広げた。圧倒的な力で襲い掛かる格闘家の前にリョウは極限状態まで追い詰められる。ユリを救い出したい一心から、リョウは半ば無意識に極限流空手の究極奥義、「龍虎乱舞」を繰り出し形勢を逆転させた。そして決着を付けようとリョウが最後の一撃を放とうとした瞬間、囚われていたはずのユリが現れリョウを止めに入る。ユリはこの仮面の男が自分たちの父、タクマ・サカザキであると言い、そして今回の誘拐事件は極限流空手の使い手であるタクマを操るため、Mr.ビッグがユリを誘拐したのだと説明した。ユリ自身は、倉庫に閉じ込められていたのをキレイな顔をした男に助けられたらしく、リョウはユリを助けた人物がキングであると知る。キングに多大な恩義を抱くと共に、いつか再会できた時には恩を返すことを心に誓う。そしてリョウは今回の事件で自分の無力さを改めて痛感し、自らの技をさらに磨くため修行の日々を送る。
『龍虎の拳2』ではユリ誘拐事件から1年が経っている。修行に明け暮れていたリョウは、ロバートから誘われサウスタウンで開かれる格闘大会に出場する。決勝戦でMr.ビッグと闘い、勝利を収め優勝者となったリョウは今大会のコミッショナーに招待される。そのコミッショナーであるギース・ハワードはリョウに自分の手先となり、自分の野望を達成するための駒になれと告げる。しかしリョウは「貴様であれ、Mr.ビッグであれ組織に手を貸すようなことは一切しない。極限流空手は人を守るためのものだ!!」と拒否をする。そのリョウの答えを聞いたその瞬間、ギースはリョウを抹殺しようと襲い掛かる。リョウはギースの猛攻に応戦し、龍虎乱舞でギースを破る。その時、室内の明かりが全て消えギースは逃亡し、一応の決着を付けた。大会終了後、リョウはキングに借りを返すためキングの弟であるジャンの手術費用をロバートと共に支援した。タクマは自身の肉体が限界だと悟りリョウとユリに引退を告げる。タクマに「これからはお前たちが極限流空手の歴史を作るのだ」と言われ、リョウは決意を新たに修行に励む。
『龍虎の拳外伝』は『2』から半年後の話になっている。ある日ロバートから連絡があり、彼が急用でグラスヒル・バレーに行くと知らされる。そして間もなくガルシア家のエージェントであるカーマン・コールがリョウ宅へ訪ねて来た。カーマンからロバート捜索の依頼を受けたリョウはユリと共にグラスヒル・バレーへ赴く。道中で藤堂香澄から再戦の約束を取り付けられたり、藤堂志津子（竜白の妻および香澄の母）や不破刃から日本へ来るよう誘われる。事件解決後、イタリアへ帰るロバートを見送るためユリと空港に行く。ロバートを心配するユリの気持ちを察していたリョウは、事前に用意していた航空券と旅費をユリに渡す。そしてロバートと一緒にイタリアへ行くよう背中を押し、2人の旅立ちを見送った。

### 『ザ・キング・オブ・ファイターズ』シリーズの設定
『ザ・キング・オブ・ファイターズ』（以下『KOF』と表記）シリーズでは、『龍虎の拳』シリーズや『餓狼伝説』シリーズ、『武力 〜BURIKI ONE〜』で競演していたキャラクターたちと年齢差が異なっている。このことについて『KOF』の開発者から、KOFはお祭りゲームということでパラレルワールドだと思って下さいという旨のコメントがなされた。家族全員で道場を経営しており、リョウも極限流空手道場の師範として生徒を指導している。『KOF2001』以降は貧乏という設定になっている。なお、『龍虎の拳』シリーズでは人並みの生活はしていると開発者からコメントされており、『龍虎の拳2』のエンディングもロバートの冗談だとコメントされていた（『ネオジオフリーク』より）。道場経営を父に押し付け過ぎの感があることに悩んでいて、そういう思いもあってのことなのか門下生の勧誘に熱心である。全世界に中継されるKOFの常連で優勝候補に毎回挙げられることから極限流の名前は広く知れ渡っているが、タクマとともに門下生に厳しい修行を課すため入門者が長続きしない（『龍虎の拳』シリーズでは極限流空手の技は危険などの理由から、一般向けに護身術程度で教えている）。それゆえに経営状況が思わしくないようで、たびたび貧乏な描写がなされている。『龍虎の拳』シリーズでの設定と違い、「強者との戦いを好む極限流空手馬鹿」という面が非常に強調されているが、一方で自分たち（チーム）の騒がしさを「これが俺たちの仲の良さ」と朗らかに語るなど大人の部分もある。
極限流の世継ぎ誕生を心待ちにしているタクマから早く身を固めて欲しいと望まれているのだが、リョウがその手のことに疎い性格のため、タクマは無理矢理にでも縁談を進めようとする。リョウと身近な存在であるキングに目を付け、2人を結婚させようと日々画策している。極限流の未来を憂うタクマは生まれてくる子供の才能も考慮し、できれば強い女性に嫁に来て欲しいと思っている。
『KOF XIII』においては、日本チームの大門五郎に「なあ、あんた、今度機会があったら一緒に山篭りでもしてみないか？」と修行の誘いをかけている。

### 『龍虎の拳』『KOF』シリーズ以外での設定
『龍虎の拳』シリーズの時系列の後年にあたる『餓狼伝説SPECIAL』（以下『餓狼SP』と表記）では、設定を無視し『龍虎の拳』時の若い姿で登場。時系列上はありえないため、この時のリョウは幻影ということになっている。『餓狼SP』では「虎煌拳」のエフェクトが虎の頭を模した形になっている。
PlayStation版『餓狼伝説 WILD AMBITION』（以下『WILD AMBITION』と表記）では設定に準じた壮年の姿（上は黒のスウェットシャツ、下は橙の胴衣に帯、グローブとレッグガードを身に付けている）で登場。『WILD AMBITION』ではサウスタウンの伝説の存在「Mr.カラテ」として語り継がれており、完成に近い円熟期とされている。
『武力 〜BURIKI ONE〜』（以下『武力』と表記）では、招待選手として坂崎リョウの登録名で出場。なお、前述のように道着の帯に名前の箇所が「亮」と表記されているが、あくまで登録名は「リョウ」である。インストラクションカードには従来通り「リョウ・サカザキ」と表記されている。『武力』では初の公式大会出場という設定になっており、年齢は32歳。肉体のみではなく経験など総合的な面でピークに達し、心身のバランスが取れている全盛期であり、顎鬚を蓄えて貫禄がついている。
『NEOGEO BATTLE COLISEUM』では、リョウの格闘家としての円熟期である『武力』時代の設定だが「二代目Mr.カラテ」名義で登場。姿と衣装は『武力』時のものがベースだが、『龍虎の拳2』時と同じ黒のグローブとレッグガードが追加されている。
『KOF MAXIMUM IMPACT』シリーズでは『2』以降、若い姿のリョウとは別に「二代目Mr.カラテ」として登場するが、こちらではタクマのように天狗の面を着けている（手首には大きな数珠が巻かれている）。開発者のブログによると設定は『餓狼 MARK OF THE WOLVES』（以下『餓狼MOW』と表記）時代の49歳のリョウで、露出した肌などから歳をとった姿であるのが分かるが、アナザーカラーの方では顔が若々しくなり『WILD AMBITION』時に近い姿になっている。同シリーズの『REGULATION"A"』では『ファイターズヒストリー』から客演している溝口誠（彼も虎を模した形の飛び道具を使う）に「バッタモン」扱いされるなどしている。
『餓狼MOW』ではリョウの愛弟子のマルコ・ロドリゲスがプレイヤーキャクラクターとして登場しているが、マルコのエンディングでは「リョウは修行のために山籠もりに行った」とマルコの後輩が台詞を述べているのみでリョウの姿は登場しない。
『餓狼伝説 City of the Wolves』ではマルコのストーリーにて姿を見せているが、『WILD AMBITION』とは違い『龍虎の拳』シリーズの頃とさほど姿が変化していない。
恋愛ゲームである『Days of Memories』シリーズの、唯一の乙女ゲームである『Days of Memories 〜彼と私の熱い夏〜』では、攻略対象のキャラクターとして登場している。本作ではテリー・ボガードが『餓狼MOW』と同じ30代の姿で登場しているが、リョウは20代の姿である。主人公が住む（架空の）江坂の街で極限流の道場を開いており、主人公はそこの門下生である。
2019年に発表された乙女ゲーム『THE KING OF FIGHTERS for GIRLS』ではロバート、包とともに「リョウチーム」を結成している。

### 容姿
髪は母譲りの金髪（金髪でも黄土色ぽかったりと作品によって毛髪の色も多少異なる）。金髪は劣性遺伝で黒や茶の方が強く遺伝するため、黒髪の父と金髪の母の間に生まれたリョウが生まれつき金髪なのはかなり珍しいケースである。また、瞳は作品によって黒（茶）の場合や碧眼の場合があり、眉もまた黒であったり金であったりと安定していない。また、長さ（短髪や後ろ髪が長いなど）や髪質（直毛や癖毛など）髪型（逆立っていたり、前髪を下ろしていたり、オールバック、真ん中わけ、ボサボサなど）は、作品やイラストによってバラつきがある。
朱色や橙系（オレンジ）の道着を着ている。この色にしているのは母親が初めて仕立ててくれたときの色だからである。初めてストリートファイトに挑んだ時、恐怖に押し潰されそうなリョウは母の形見である道着に袖を通すことで自分を奮い立たせた。それ以来から同色の道着を着用していたが、年を経た姿の場合（例：武力）は黒色（グレー）の道着を着ている。母が仕立ててくれた道着は今でも大切に保管している。
ほとんどの作品で道着の下には黒いシャツを着用しているが、『龍虎の拳2』や『武力』などでは着用していない。また『龍虎の拳2』や『KOF2002』などでは黒いグローブと足の甲を守る黒いレッグガードを着用している。
髪形や皮膚の色などの身体的特徴以外でも橙道着、黒道着、白道着（『武力』の2Pコスチューム、上半身は裸）など基本的には道着であることが多いが、同じ道着であっても裾を帯の下に出していたり、出していなかったり、道着の下のシャツの有無、手甲・足甲の有無、帯や道着の氏名や所属団体の表記の有無など細かい所でバリエーションに富んでいる。
体躯は作品によって色々絵柄が異なる場合もあり、同じ筋肉質でも太めだったり細めだったりムラが多い。『龍虎の拳』シリーズではメーカーが細身の体付きだとコメントしていた。それゆえに体重設定も『龍虎の拳』シリーズでは比較的軽量だった。

## 『ストリートファイター』シリーズとの関連
技や設定などはカプコンの『ストリートファイター』シリーズのキャラクター、リュウ、ケンに似ていると指摘されている。また、初代『龍虎の拳』が2名の主人公・CPU戦を進めていくスタイルであるという部分も一作目の『ストリートファイター』と酷似しているが、上記ゲームは格闘ゲーム流行を巻き起こしたため、全盛の頃は多くの他社が参考にし、似たような技を持つキャラクターは多くいたが、『龍虎の拳』や『餓狼伝説』のプランナーは『ストリートファイター』の企画者と同一人物であり、安易な類似キャラクターと割り切ることはできない。
クロスオーバー作品の『CAPCOM VS. SNK』シリーズでは、リュウとの対戦時に専用のデモ（『龍虎の拳』シリーズのように、画面中央付近からお互いにバックジャンプで間合いを取る）が用意されている。しかし、別のクロスオーバー作品の『SNK VS. CAPCOM SVC CHAOS』ではリュウに「虎」と勘違いされた上に、「貧乏な方が龍だったな」と言われて怒っている。
また『ストリートファイターZERO』シリーズでは逆に、リョウとロバートをもじったキャラクター・ダンが登場。その後『頂上決戦 最強ファイターズ』においてはリョウのライバルとされ、2人でタッグを組むとタッグ名が「やめて! おにいちゃんズ」となる（『マーヴル・スーパーヒーローズ VS. ストリートファイター』でダンのエンディングが『龍虎』エンディングのパロディとなっていたことに起因）。

## 技一覧

### 通常投げ
- 谷落とし
- 巴投げ

### 特殊技
- ボディブロー
- ローキック
- アッパー
- 氷柱割り
- ステップバックスウェー
- 当て蹴り
- 風殺蹴り
- 虎戯打ち
- 客脚翔
- 踏み込み下段正拳
- 上段回し蹴り
- 釣瓶打ち
- 追上蹴り
- 膝嵐 中段キック
- 三角飛び
- 三角蹴り
- 上段受け
- 下段受け
- 烈震脚
- 烈衝拳
- 極限螺旋掌
- 飛車落とし
- 桂馬打ち
- 悪滅烈踏
- 活心波動

### 必殺技
- 虎煌拳（空中版もあり）
- 虎煌撃
- ビルトアッパー（虎咆）
- 飛燕疾風脚
- 暫烈拳
- 極限流連舞拳
- 極限流連極拳
- 死兆拳
- 気力充実
- （猛虎）雷神刹
- 猛虎雷神剛
- 虎咆疾風拳
- ビール瓶切り
- 両手突き
- 猛威虎殺掌
- 岩暫脚
- 皆伝 無頼岩
- 皆伝 翔乱脚
- 龍仙拳

### 超必殺技
- 覇王翔吼拳（空中版もあり）
- 龍虎乱舞（空中版もあり）
- 烈・龍虎乱舞
- 撃・龍虎乱舞
- 天地覇煌拳
- 真・天地覇煌拳
- 極限虎咆
- 皆伝奥義 覇王至高拳
- 皆伝奥義 龍虎乱舞
- 皆伝奥義 真・鬼神撃
- 皆伝奥義 虎殺陣

## 出演作品
- 龍虎の拳シリーズ
  - 龍虎の拳
  - 龍虎の拳2
  - 龍虎の拳外伝 ART OF FIGHTING
- 餓狼伝説シリーズ
  - 餓狼伝説SPECIAL
隠し乱入キャラクターとしてゲスト出演。
  - 餓狼伝説 WILD AMBITION
家庭用版でのみ、新たなMr.カラテとして登場。年を経た姿である。
- KOFシリーズ
  - THE KING OF FIGHTERS'94
  - THE KING OF FIGHTERS'95
  - THE KING OF FIGHTERS'96
  - THE KING OF FIGHTERS'97
  - THE KING OF FIGHTERS'98
  - THE KING OF FIGHTERS'99
  - THE KING OF FIGHTERS 2000
  - THE KING OF FIGHTERS 2001
  - THE KING OF FIGHTERS 2002
  - THE KING OF FIGHTERS 2003
  - THE KING OF FIGHTERS NEO WAVE
  - THE KING OF FIGHTERS XI
  - THE KING OF FIGHTERS XII
  - THE KING OF FIGHTERS XIII
  - THE KING OF FIGHTERS XIV
  - THE KING OF FIGHTERS XV
  - クイズ キング・オブ・ファイターズ
  - ザ・キング・オブ・ファイターズ 京
  - THE KING OF FIGHTERS for GIRLS
  - THE KING OF FIGHTERS R-1
  - THE KING OF FIGHTERS R-2
  - THE KING OF FIGHTERS EX
  - THE KING OF FIGHTERS EX2
  - KOFMIシリーズ
    - KOF MAXIMUM IMPACT
    - KOF MAXIMUM IMPACT 2
    - KOF MAXIMUM IMPACT REGULATION"A"
- カプコンとのクロスオーバー
  - 頂上決戦 最強ファイターズ SNK VS. CAPCOM
  - CAPCOM VS. SNKシリーズ
    - CAPCOM VS. SNK
    - CAPCOM VS. SNK 2

  - SNK VS. CAPCOM SVC CHAOS
- その他
  - 武力 〜BURIKI ONE〜
  - NEOGEO BATTLE COLISEUM
  - Days of Memories 〜彼と私の熱い夏〜
- パズル&ドラゴンズ
- クラッシュフィーバー
- 大乱闘スマッシュブラザーズ SPECIAL

## キャスト

### 声優
格闘ゲームでの担当声優
- 臼井雅基（「龍虎の拳 シリーズ」、「KOFシリーズ」〈『'94』 - 『XI』、『XIII』〉）
- 小崎正義（『THE KING OF FIGHTERS XII』）
- 高倉大輝（『THE KING OF FIGHTERS XIV』以降の作品）

その他のゲームでの担当声優
- 高倉大輝（『THE KING OF FIGHTERS ALLSTAR』）
- 木村昴（『THE KING OF FIGHTERS for GIRLS』）

関連メディアでの担当声優
- 別所哲也（アニメ『バトルスピリッツ 龍虎の拳』）
- オールデン・クルー（アニメ『バトルスピリッツ 龍虎の拳』英語版）
- 神谷明（ドラマCD・電撃CD文庫『ザ・キング・オブ・ファイターズ'94』）
- 高倉大輝（アニメ『THE KING OF FIGHTERS:DESTINY』）

### 俳優
- ヘンリー・HE（『龍虎の拳2』テレビCM）

## 関連人物
- タクマ・サカザキ - 父であり師匠、『KOF』でのチームメイト
- ロネット・サカザキ - 母
- ユリ・サカザキ - 妹、KOFでのチームメイト
- ロバート・ガルシア - 親友でありライバル、『KOF』でのチームメイト
- キング - 友人であり格闘家として尊敬している、『KOF 2000』『KOF XI』『KOF XV』でのチームメイト
- 藤堂竜白 - 父の知人、過去に一度闘った
- 藤堂香澄 - 父の知人の娘、再戦の約束を交わしている
- 如月影二 - 極限流を付け狙うライバル
- 大門五郎 - 『KOF』での良きパートナー、修行仲間
- Mr.ビッグ - 敵対者、かつて妹を誘拐し父を脅迫していた
- マルコ・ロドリゲス - 門下生、『餓狼MOW』のキャラクター
- ギース・ハワード - 『龍虎2』で初対面した敵対者、『餓狼伝説』のキャラクター
- テリー・ボガード - 『KOF』などでのライバルの一人、『KOF R-1』のチームメイト
- 草薙京 - 『KOF』などでのライバルの一人
- キム・カッファン - 『KOF R-1』のチームメイト
- 不知火舞 - 『KOF R-2』のチームメイト
- 火引弾 - サイキョー流創始者、VS.シリーズでの客演キャラクター
- 溝口誠 - リョウを「自分のバッタモン」と勝手に判断して付け狙う、『ファイターズヒストリー』のキャラクター（リョウ曰く「顔の濃さならマルコといい勝負」とのこと）